# Cyrtodactylus chrysopylos
Cyrtodactylus chrysopylos är en ödleart som beskrevs av  Bauer 2003. Cyrtodactylus chrysopylos ingår i släktet Cyrtodactylus och familjen geckoödlor. IUCN kategoriserar arten globalt som otillräckligt studerad. Inga underarter finns listade i Catalogue of Life.